# Lago di Akyayan
Il lago di Akyayan (in turco: Akyayan Gölü; anche laguna di Akyayan, in turco Akyayan Lagünü) è una laguna situata nel distretto di Karataş della provincia di Adana, in Turchia.

## Geografia
Il lago è situata nell'ovest della piana della Çukurova e immediatamente a ovest della foce del fiume Ceyhan. Esso ha assunto la forma attuale a causa del cambiamento del letto del fiume Ceyhan, dei movimenti del mare e dei depositi alluvionali trasportati dal fiume stesso. Esso è un lago di sbarramento alluvionale. L'area del lago è in media di 3100 ettari, la sua altezza sul livello del mare è di 2 metri e la parte più profonda è di circa 3 metri. Anche se è collegato al mare da uno stretto passaggio, è molto poco salato perché è attraversato dal fiume Ceyhan. Parecchia acqua dolce si mescola cosi' a quella del lago, specialmente durante i periodi di forti precipitazioni. Pertanto, ecologicamente, essa ha una struttura diversa da quella della vicina laguna di Akyatan.

## Flora e fauna
La laguna possiede una vegetazione molto ricca composta da canneti, tife e canne. Come nella laguna di Akyatan, tra il lago e il mare ci sono alte dune. Oltre a pesci d'acqua dolce come la carpa e l'anguilla, nella laguna vengono anche pescati pesci di mare come triglie e branzini. È un lago ecologicamente ricco. Come nella laguna di Akyatan, gli uccelli acquatici la preferiscono perché ha un clima temperato ed è ricca di sostanze nutritive. Sebbene sia più piccola della laguna di Akyatan, mostra la stessa ricchezza in termini di specie che la frequentano per l'incubazione e lo svernamento. La popolazione avaria durante i mesi invernali è di oltre 100.000 esemplari.

## Problemi ecologici
Il movimento della sabbia minaccia la laguna e la fauna marina ne risente. Così 1.700 ettari di terreno intorno alla laguna sono stati rimboschiti dal Ministero delle Foreste. Nella regione non esiste uno stato di protezione della natura.